# 2023 au Brésil
Chronologie du Brésil
- 2019
- 2020
- 2021
- 2022
- 2023
- 2024
- 2025
- 2026
- 2027

Cette page concerne des événements qui se sont produits durant l'année 2023 du calendrier grégorien au Brésil.

## Gouvernement
- Président : Luiz Inácio Lula da Silva
- Vice-président : Geraldo Alckmin

## Événements

### Janvier
- 1er janvier :
  - Luiz Inácio Lula da Silva est investi président de la république, succédant à Jair Bolsonaro.
  - Lula da Silva déclare trois jours de deuil national pour le footballeur Pelé, décédé le 29 décembre 2022[1].
- 8 janvier : tentative de putsch, des manifestants pro-Bolsonaro envahissent le Congrès national, la Cour suprême et le palais présidentiel de Planalto à Brasilia[2].
- 9 janvier : le juge du Tribunal suprême fédéral, Alexandre de Moraes suspend pour 90 jours Ibaneis Rocha (en), gouverneur du District fédéral, pour avoir permis l'invasion de bâtiments gouvernementaux par des partisans de Bolsonaro[3].
- 14 janvier : arrestation d'Anderson Torres (en), ancien Ministre brésilien de la Justice sous l'ex-président Jair Bolsonaro et chef de la sécurité du District fédéral de Brasilia au moment de la prise d'assaut, et une enquête est ouverte contre Bolsonaro lui-même, à la suite de la découverte d'un document qui prouverait qu'ils avaient prévu de dissoudre le Tribunal suprême électoral - en charge de surveiller le procédé électoral - et de le remplacer par une commission contrôlée par le Ministère de la Défense[4].
- 28 décembre 2022 - 15 janvier : Dix personnes d'une même famille sont massacrés dans le District fédéral (Massacre du District fédéral de 2023 (en))[5].
- 18 janvier : Lula da Silva limoge 13 militaires supplémentaires du cabinet présidentiel, qu'il accuse d'être responsables de l'attaque de Brasilia[6].
- 19 janvier : L'entreprise de vente au détail Lojas Americanas dépose une demande de mise en faillite après avoir découvert un déficit financier de 20 millions de reais (3,88 milliards de dollars) et bloque une partie de ses comptes en raison de dettes envers ses créanciers[7].
- 20 janvier :
  - Le footballeur Dani Alves est arrêté en Espagne pour agression sexuelle[8].
  - Le ministère de la Santé déclare l’état d’urgence de santé publique sur le territoire autochtone Yanomami[9].
- 21 janvier : Le commandant de l'armée brésilienne, Júlio Cesar de Arruda (en), est limogé par Lula da Silva à la suite de l'attaque de Brasilia et remplacé par Tomás Ribeiro Paiva (en)[10].
- 28 janvier : Le Consórcio de Veículos de Imprensa (Consortium des véhicules de presse), créé en 2020 pour diffuser des données sur la pandémie de COVID-19 au Brésil, ferme officiellement ses portes[11].

### Février
- 2 février : l'ancien député fédéral Daniel Silveira (en) est arrêté à Petrópolis pour non-respect des mesures de précaution définies par le Tribunal Suprême Fédéral[12].
- 3 février : sabordage de l'ex-porte-avions São Paulo par la marine brésilienne à 350 km des cotes brésiliennes et 5 000 m de profondeur[13].
- 13 février : De fortes pluies provoquent des inondations et des glissements de terrain à São Gonçalo (Rio de Janeiro)[14].
- 18 au 23 février : des inondations et glissements de terrain dans l'État de São Paulo font 65 morts, principalement à São Sebastião[15].

### Mars
- 8 mars : une partie du toit du centre commercial Osasco Plaza, dans la région métropolitaine de São Paulo, s'effondre, sans faire de blessés[16].
- 12 mars : au moins huit personnes sont tuées après qu'un glissement de terrain ait frappé des maisons dans la zone est de Manaus[17].
- 14 mars : une vague d'attaques criminelles commence dans 14 villes du Rio Grande do Norte. Les attaques auraient été orchestrées par un syndicat du crime local après que la police a tué des membres du groupe[18].
- 16 mars :
  - plus de 220 gardes nationaux brésiliens sont déployés dans les États du nord-est du Rio Grande do Norte et de Paraíba après une émeute entre des membres de gangs emprisonnés, qui a causé trois morts et des annulations de cours dans les deux États[19].
  - après une absence de 66 jours, Ibaneis Rocha revient àson poste de gouverneur du District fédéral après autorisation du juge du Tribunal suprême fédéral, Alexandre de Moraes[20].
- 23 mars : une descente de police dans une favela de São Gonçalo (Rio de Janeiro), entraîne la mort de 13 personnes et la capture de deux chefs de gang Comando Vermelho des États de Pará et Sergipe[21].
- 24 mars : de fortes pluies provoquent des inondations dans six États des régions du Nord et du Nord-Est[22].
- 24 au 26 mars : 10e édition du Lollapalooza[23].
- 25 mars : inauguration du ePrix de São Paulo[24],[25].
- 26 mars : après 32 ans, le groupe Skank donne son dernier concert devant 50 000 personnes au stade Mineirão de Belo Horizonte[26].
- 27 mars : un élève de 13 ans mène une attaque au couteau dans une école publique de Vila Sônia (São Paulo), tuant un enseignant et blessant cinq autres personnes[27].
- 28 mars : le Brésil atteint la barre des 700 000 décès dus au COVID-19[28].
- 29 mars : le Brésil et la Chine signent un accord pour commercer dans leur propre monnaie, cessant d'utiliser le dollar américain comme intermédiaire[29].

### Avril
- 5 avril : Attaque de l'école de Blumenau : 4 enfants sont tués à l'arme blanche dans une crèche à Blumenau[30].
- 8 avril : de fortes pluies provoquent des inondations dans 64 municipalités du Maranhão[31].
- 18 avril : Le ministère public de Goiás ouvre une enquête contre les joueurs de football, les maisons de paris et les parieurs du Santos FC, du Sport Club Corinthians Paulista, du Red Bull Bragantino, de l'Esporte Clube Juventude et de Cuiabá Esporte Clube, soupçonnés de manipulation. Des mandats d'arrêt et de perquisition et saisie sont émis dans six États[32].
- 19 avril : Marco Edson Gonçalves Dias (en) démissionne de son poste de secrétaire à la Sécurité institutionnelle (GSI) après que CNN Brésil a diffusé des images de lui et d'employés du GSI guidant les partisans de Bolsonaro à l'intérieur du Palácio do Planalto lors de l'attaque du Congrès brésilien le 8 janvier[33].
- 26 avril :
  - la messagerie Telegram est de nouveau bloquée au Brésil après avoir omis de se conformer à une décision du tribunal de justice d'Espírito Santo (TJES). Elle a omis de fournir des preuves de crimes commis par des groupes considérés comme néo-nazis par la police fédérale[34].
  - la CPMI do 8 de Janeiro (pt), commission d'enquête parlementaire, s'installe au Congrès national du Brésil, pour enquêter sur l'attaque du 8 janvier contre la Praça dos Três Poderes[35].
- 28 avril : Le président Luiz Inácio Lula da Silva signe une loi reconnaissant six terres autochtones[36].

### Mai
- 9 - 10 mai : les clubs de football participant au championnat du Brésil retirent les joueurs qui font l'objet d'une enquête dans le cadre de l'Operação Penalidade Máxima (enquête sur le scandale des matchs de football truqués au Brésil, menée par le ministère public de Goiás)[37].
- 16 mai :
  - par décision unanime, le Tribunal électoral supérieur (en) (Tribunal Superior Eleitoral) révoque le mandat de député fédéral de Deltan Dallagnol (en) pour fraude au Ficha Limpa (pt) (loi visant à améliorer l'aptitude des candidats à se présenter aux élections)[38].
  - le Tribunal Supérieur de Justice Sportive (STJD) suspend huit joueurs faisant l'objet d'une enquête dans le cadre de l'Operação Penalidade Máxima pour fraude aux paris sportifs[39].
- 22 mai : 
  - le ministère de la Santé déclare l'état d'urgence en raison d'une augmentation des cas de grippe aviaire[40].
  - le corps de Jefferson Machado da Costa (pt), célèbre en Amérique du Sud pour sa carrière d'acteur et de journaliste, est retrouvé dans l'arrière-cour d’une maison de Campo Grande, un quartier de la zone Ouest de la ville de Rio de Janeiro, par la police brésilienne[41].
- 31 mai : la Cour suprême fédérale condamne l'ancien président Fernando Collor à 8 ans et 10 mois de prison pour corruption passive et blanchiment d'argent[42].

### Juin
- 15 juin : un cyclone extratropical frappe le Rio Grande do Sul, tuant 16 personnes et laissant environ 14 000 sans abri[43].
- 16 juin : un tremblement de terre d'une magnitude estimée à 4,7 frappe les municipalités de la côte de São Paulo et de la vallée du Ribeira[44].
- 17 juin : au moins huit personnes sont tuées et 19 autres sont portées disparues après une violente tempête dans le Rio Grande do Sul[45].
- 19 juin : un homme armé tue deux personnes dans une école publique de Cambé, au Paraná[46],[47].
- 28 juin : les données du recensement brésilien de 2022 sont publiées, le pays compte officiellement 203 602 512 habitants[48].
- 30 juin : par 5 voix contre 2, la Cour électorale supérieure rend l'ancien président Jair Bolsonaro inéligible à des fonctions politiques pendant 8 ans[49].

### Juillet
- 8 juillet : un bâtiment s'effondre à Paulista, dans le Pernambouc, faisant au moins 14 morts, dont quatre enfants[50].
- 12 juillet : le Rio Grande do Sul est de nouveau frappé par un cyclone extratropical, atteignant également les villes de Santa Catarina[51].
- 26 juillet :
  - le silo d'une coopérative céréalière à Palotina (Paraná), explose, faisant 8 morts, 11 blessés et un disparu. Parmi les victimes figurent 7 Haïtiens[52],[53].
  - un autre cyclone extratropical, de moindre intensité, frappe la Région Sud, étant le quatrième à frapper la région depuis juin[54].
- 27 - 31 juillet : une opération de police est lancée à Guarujá (São Paulo), après la mort d'un soldat de la ROTA (en) (police militaire), faisant seize morts[55],[56].

### Août
- 2 août : au moins 10 personnes sont tuées lors d'une descente de police dans une favela du Complexo da Penha (Rio de Janeiro)[57].
- 3 août : Cristiano Zanin (en), ancien avocat de Lula da Silva, devient juge au Tribunal Suprême Fédéral[58].
- 8 août : un hélicoptère de la Marine s'écrase lors d'un entraînement à Formosa, dans le Goiás, faisant 2 morts et 12 blessés[59].
- 8 et 9 août : sommet de l'Organisation du traité de coopération amazonienne à Belém[60].
- 9 août :
  - l'ancien directeur de la Police routière fédérale, Silvinei Vasques, est arrêté à Florianópolis dans le cadre d'une enquête en cours pour ingérence lors des élections de 2022[61].
  - Luís Roberto Barroso est élu président du Tribunal suprême fédéral[62].
- 15 août : une panne d’électricité à l’échelle nationale s’ensuit, car tous les États sont connectés au système énergétique national. Le Roraima est le seul État qui n’est pas affecté, en raison de son propre système énergétique[63].
- 17 août : la leader quilombola (en) et ialorixá, Mãe Bernadete (en), est assassinée à Simões Filho (Bahia)[64].
- 20 août : un bus transportant des supporters des Corinthians s'est renversé sur l'autoroute Fernão Dias (près d'Igarapé, dans le Minas Gerais), tuant sept personnes[65].

### Septembre
- 1er septembre : quatre personnes sont tuées et au moins 30 autres blessées dans l'explosion d'une chaudière dans une usine métallurgique à Cabreúva (São Paulo)[66].
- 2 septembre : l'acteur Kayky Brito (en) est renversé par une voiture alors qu'il traversait une rue à Rio de Janeiro. L'acteur est hospitalisé et serait dans un état grave après avoir subi de multiples fractures[67].
- 3 septembre : Mingau, membre du groupe de rock Ultraje a Rigor, reçoit une balle dans la tête lors d'une tentative de vol à Paraty (Rio de Janeiro)[68].
- 4 septembre : un cyclone extratropical désastreux frappe l'État de Rio Grande do Sul (pour la troisième fois) et Santa Catarina, faisant au moins 47 morts, 940 blessés, 46 disparus, 3 800 sans abri et 25 855 déplacés[69],[70].
- 16 septembre : un accident d'avion à Barcelos, dans l'Amazonas tue 14 personnes[71].
- 17 septembre :
  - une forte canicule commence au Brésil, avec des températures enregistrées au-dessus de 40 °C dans plusieurs États[72].
  - une fillette de 3 ans, nommée Heloisa, décède d'un arrêt cardiorespiratoire après avoir été tirée neuf jours auparavant par la police fédérale des routes à Rio de Janeiro[73].
- 19 septembre : la Mairie de São Paulo révoque le mandat du conseiller municipal Camilo Cristófaro avec 45 voix pour et cinq abstentions en raison d'un discours raciste qu'il a prononcé[74].
- 27 septembre : en raison de la rencontre d'un front froid avec une vague de chaleur, de fortes tempêtes frappent plusieurs villes de l'État de São Paulo, avec des records de vents et de grêle[75],[76].
- 28 septembre : Luís Roberto Barroso est nommé à la présidence du Tribunal suprême fédéral[77].

### Octobre
- 2 octobre : le gouvernement brésilien commence à expulser les résidents non autochtones des territoires autochtones d'Apyterewa (en) et de Trincheira/Bacajá (en), dans le Pará[78].
- 3 octobre : les employés de la CPTM, du métro de São Paulo et de la Sabesp font grève pendant 24 heures pour protester contre la privatisation des entreprises[79].
- 5 octobre : quatre médecins sont abattus dans un kiosque à Barra da Tijuca (Rio de Janeiro)[80].
- 14 octobre : l'éclipse solaire annulaire se produit au Brésil et dans d'autres pays des Amériques[81].
- 23 octobre : Un jeune de 16 ans commet une fusillade dans une école à Sapopemba (zone Est de São Paulo), où un élève est mort et trois autres sont blessés[82].

### Novembre
- x

### Décembre
- x

#### Articles sur l'année 2023 au Brésil
- Pandémie de Covid-19 au Brésil

#### L'année sportive 2023 au Brésil
- Championnat du Brésil de football 2023
- Championnat du Brésil de football de deuxième division 2023
- Grand Prix automobile de São Paulo 2023

#### L'année 2023 dans le reste du monde
- L'année 2023 dans le monde
- 2023 par pays en Amérique, 2023 au Canada, 2023 au Québec, 2023 aux États-Unis
- 2023 en Europe, 2023 en Belgique, 2023 en France, 2023 en Italie, 2023 en Suisse
- 2023 en Afrique • 2023 par pays en Asie • 2023 par pays en Océanie
- 2023 aux Nations unies
- Décès en 2023